# Antonio Nocerino
Antonio Nocerino (Nápoles, Ciudad metropolitana de Nápoles, 9 de abril de 1985) es un exfutbolista y entrenador italiano que jugaba de centrocampista. Es el entrenador del Las Vegas Lights F. C. desde 2025.

## Trayectoria
Empezó su carrera en las categorías inferiores de la Juventus, que lo cedió en préstamo al Avellino. En 2004 fichó por el Genoa y posteriormente fue cedido a Catanzaro, Crotone y Messina. En julio de 2007 Juventus, que tenía el 50% de los derechos del jugador, compró el resto del pase al Piacenza, donde jugaba en ese momento, pagando 3,7 millones de euros. Luego pasó al Palermo, donde tuvo grandes éxitos que lo llevaron a fichar por el Milan. El 25 de enero de 2014 fue cedido en préstamo al West Ham de Inglaterra, el 2 de julio del mismo año al Torino y el 15 de enero de 2015 al Parma. En 2016 se marchó a Estados Unidos para jugar en el Orlando City. En julio de 2018 regresó al fútbol italiano tras firmar con el Benevento Calcio, pero en diciembre del mismo año rescindió su contrato con el club.
En enero de 2020, tras más de un año sin equipo, anunció su retirada como futbolista profesional para iniciar su carrera como entrenador.
De cara a la temporada 2024, fue anunciado como nuevo entrenador del Miami F. C. estadounidense. La siguiente campaña fichó por el Las Vegas Lights F. C.

## Selección nacional
Fue internacional con la selección de fútbol de Italia en 15 ocasiones. Debutó el 17 de octubre de 2007, en un encuentro amistoso ante la selección de Sudáfrica que finalizó con marcador de 2-0 a favor de los italianos.

### Participaciones en Copas del Mundo
| Mundial                     | Sede         | Resultado        |
| --------------------------- | ------------ | ---------------- |
| Copa Mundial Sub-20 de 2005 | Países Bajos | Cuartos de final |

### Participaciones en Eurocopas
| Eurocopa                | Sede              | Resultado    |
| ----------------------- | ----------------- | ------------ |
| Eurocopa Sub-21 de 2007 | Países Bajos      | Primera fase |
| Eurocopa 2012           | Polonia & Ucrania | Subcampeón   |

## Clubes

### Como jugador
| Club             | País           | Año       |
| ---------------- | -------------- | --------- |
| U. S. Avellino   | Italia         | 2003-2004 |
| Genoa C. F. C.   | Italia         | 2004-2005 |
| F. C. Catanzaro  | Italia         | 2005      |
| F. C. Crotone    | Italia         | 2005-2006 |
| F. C. Messina    | Italia         | 2006      |
| Piacenza Calcio  | Italia         | 2006-2007 |
| Juventus F. C.   | Italia         | 2007-2008 |
| U. S. Palermo    | Italia         | 2008-2011 |
| A. C. Milan      | Italia         | 2011-2014 |
| West Ham United  | Inglaterra     | 2014      |
| Torino F. C.     | Italia         | 2014-2015 |
| Parma F. C.      | Italia         | 2015      |
| A. C. Milan      | Italia         | 2015-2016 |
| Orlando City     | Estados Unidos | 2016-2018 |
| Benevento Calcio | Italia         | 2018      |

### Como entrenador
| Club                   | País           | Año           |
| ---------------------- | -------------- | ------------- |
| Miami F. C.            | Estados Unidos | 2024          |
| Las Vegas Lights F. C. | Estados Unidos | 2025-presente |